# Сабури-рю
Сабури-рю (яп. 佐分利流) — древняя школа содзюцу, классическое боевое искусство Японии, основанное приблизительно в конце XVI веке мастером по имени Сабури Иносукэ Сигэтака.

## История
Школа Сабури-рю была основана в самом начале периода Эдо мастером по имени Сабури Иносукэ Сигэтака (яп. 佐分利猪之助重隆). Иносукэ принимал участие в Битве при Сэкигахаре на стороне Токугава Иэясу.
По состоянию на 2011 год школа входит в состав организации Нихон Кобудо Кёкай. Ею руководит сокэ в 12-м поколении по имени Кавасэ Кадзумити (яп. 川瀬 一道). Штаб-квартира Сабури-рю располагается в городе Футю, Хиросима.

## Особенности стиля
В своей практике школа Сабури-рю использует яри не только как колющее, но и как режущее оружие. Традиционный размер лезвия копья — 2 сяку и 1 сун (63,6 сантиметров).